# Літвінєнко Дмитро Сергійович
Дмитро Сергійович Літвінєнко (нар. 13 листопада 1994) — український футболіст, що грає на позиції нападника. Відомий насамперед виступами за луцьку «Волинь» у вищому українському дивізіоні. Після окупації Криму Росією у 2014 році продовжує виступи за створені російськими окупантами місцеві клуби.

## Клубна кар'єра
Дмитро Літвінєнко є вихованцем сімферопольського УОР, проте він не підійшов місцевим клубам, і на початку 2014 року отримав запрошення від команди української Прем'єр-ліги «Волинь» з Луцька. У перших матчах весняної частини першості Литвиненко зумів у 4 матчах поспіль відзначитись забитими м'ячами, та був запрошений до головної команди «Волині».
У Прем'єр-лізі футболіст дебютував 11 квітня 2014 року, зігравши 2 хвилини матчу із маріупольським «Іллічівцем». Проте надалі за молодіжну команду Літвінєнко грав не так успішно, і в кінці 2014 року покинув луцьку команду, та повернувся до Криму.
З 2015 року Дмитро Літвінєнко грає за створені російськими окупантами клуби після окупації Криму Росією, зокрема за «Океан» (Керч), «Кафа», «Беркут» (Армянськ) та ТСК.